# Siddhartha (roman)
Pour les articles homonymes, voir Siddharta.
Siddhartha est un roman philosophique de Hermann Hesse (1877-1962) paru en 1922 en langue allemande. Il met en scène la quête spirituelle d'un personnage du nom de Siddhartha, qu'on ne confondra pas avec Siddhartha Gautama, le Bouddha historique. 
L'écrivain exprime dans ce livre son amour et sa sensibilité pour la culture, les croyances, les religions et les philosophies orientales avec lesquelles il s'est familiarisé dès son plus jeune âge grâce à sa mère, Marie Gundert, née en Inde, mais également grâce au grand voyage qu'il accomplit dans ce pays et à Ceylan en 1911. 
Après sa publication aux États-Unis, en 1951, le livre devient un succès international, sous l'effet aussi de l'intérêt croissant pour les spiritualités orientales que connurent les années 1960.

## Siddhartha et le Bouddha historique
Bien que le personnage principal du livre porte le même nom que Siddhartha Gautama, le  Bouddha historique fondateur du bouddhisme, il s'agit d'un être de fiction qui n'incarne pas le Bouddha. 
Le Siddhartha de Hesse est en effet un jeune homme qui cherche à atteindre l'éveil et la connaissance de lui-même. De plus, s'il rencontre Gautama Bouddha, il s'écarte de lui et de son enseignement (qu'il respecte profondément) et refuse de rejoindre sa communauté de moines (contrairement à son ami Govinda), convaincu que la sagesse ne s'acquiert pas en embrassant la doctrine d'un autre.

## Résumé

### Cadre
Situé en Inde à l'époque du Bouddha Gautama (soit vers le ve siècle av. J.-C.), ce roman philosophique raconte le cheminement spirituel d'un personnage du nom de Siddhartha.
Parcourant des chemins différents et parfois contradictoires, celui-ci parvient à la conclusion que la sagesse ne peut se transmettre de maître à élève comme la connaissance, mais qu'elle doit au contraire être trouvée par soi-même. Il finit par atteindre son objectif : « Quand le moi sous toutes ses formes sera vaincu et mort, quand toutes les passions et toutes les tentations qui viennent du cœur se seront tues, alors se produira le grand prodige, le réveil de l'Être intérieur et mystérieux qui vit en moi et qui ne sera plus moi ».

### Chez les brahmanes
Siddhartha naît dans une famille aisée de brahmanes. Il est beau, intelligent, aimé de tous et il vit une enfance et une jeunesse heureuses. Tout le destine à emprunter le chemin de son père et à lui succéder. L'adolescent sent pourtant qu'il lui faut autre chose, que son être demande plus, et qu'il doit quitter ses parents, sa famille, ses amis, la vie qu'il mène, pour atteindre ce à quoi son âme aspire.
Bientôt des shramanas passent près de son village. Siddhartha décide de les suivre et de quitter sa famille. Il n'hésite pas à se confronter à son père, totalement opposé à ce projet, et résiste à ses injonctions, tant et si bien que son père cède et l'autorise à partir. Il quitte alors le village en compagnie de son ami Govinda et des shramanas, pour embrasser une nouvelle vie.

### Avec les shramanas
Le principe de vie du shramana consiste à se libérer de tout ce qui peut constituer une attache matérielle ou psychologique — qu'il s'agisse de biens, de souvenirs, de sentiments — et de faire le vide en soi pour parvenir à se détacher de la lourdeur de l'enveloppe charnelle.
Vivant dans les bois sans chaussures ni vêtements, dormant au froid, marchant sous la pluie, le vent ou le soleil brûlant, passant de longues heures à méditer et des jours entiers à jeûner, Siddhartha et Govinda passent trois années dans l'ascèse, mettant leur corps à rude épreuve afin de réussir à l'oublier. Mais ils se rendent compte que chacune des douleurs qu'ils s'infligent les ramène vers la conscience de ce corps souffrant.
Toutefois, Siddhartha et Govinda entendent parler de Gotama, ce grand homme qui a atteint l'illumination, et ils quittent bientôt les shramanas pour suivre ses enseignements.

### Auprès de Gotama

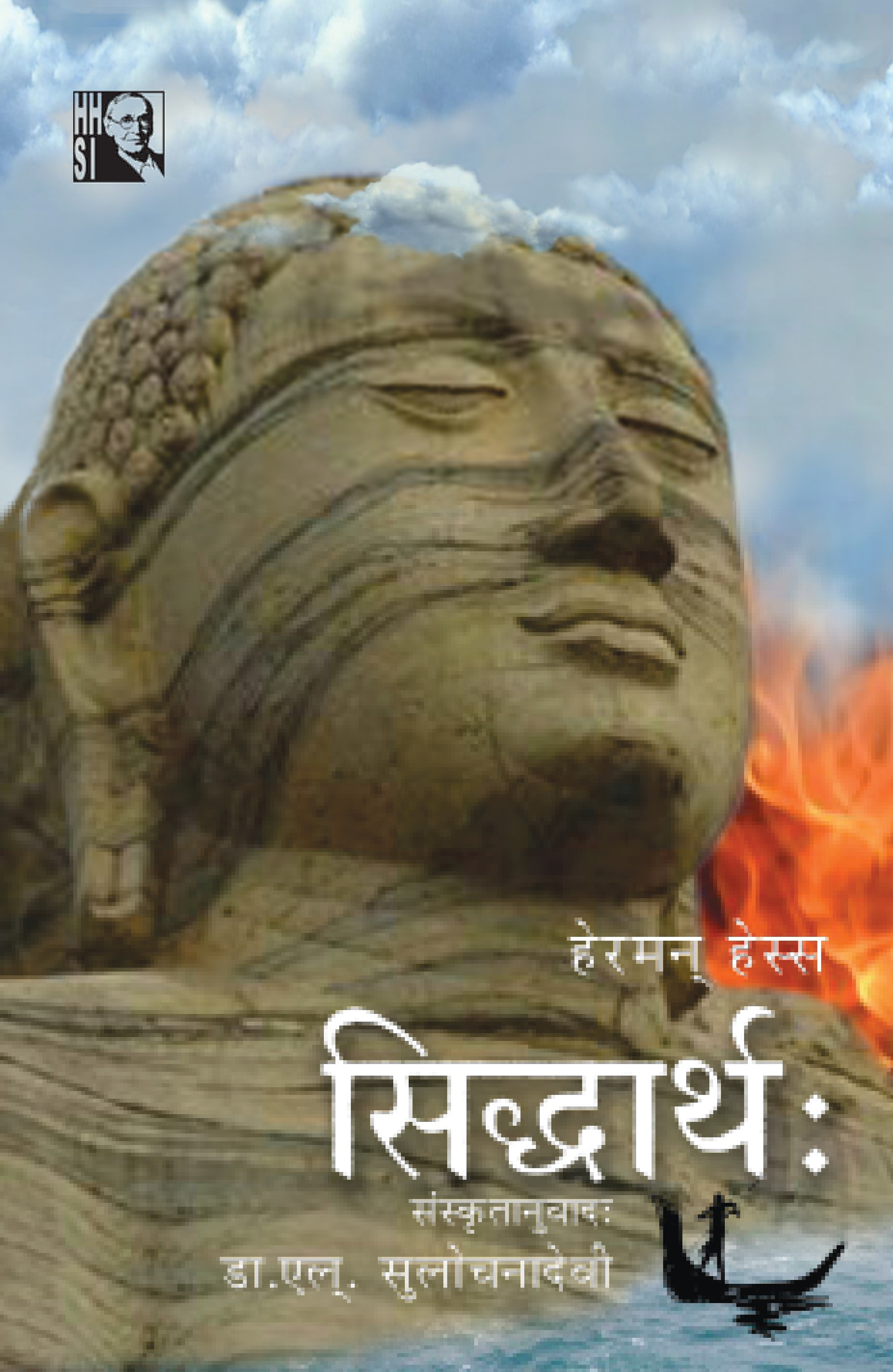
Couverture du roman de Hesse dans une traduction en sanskrit.

Quand il entend la doctrine de Gotama, Siddhartha est ébloui par sa sagesse. Mais contrairement à son ami Govinda qui souhaite intégrer le groupe des disciples de Gotama, Siddhartha décide de poursuivre son chemin car il refuse d'apprendre la sagesse d'un autre. Persuadé que l'illumination doit être une expérience vécue et pas un enseignement appris, il comprend qu'il doit trouver cette sagesse et cette illumination par et en lui-même. Il reprend donc son chemin, laissant son ami Govinda auprès de Gotama.

### Sous l'empire du samsara
Mais voilà que bientôt Siddhartha tombe amoureux de la belle courtisane Kamala, et qu'il met ses compétences (il sait lire) au service d'un riche marchand du nom de Kamaswami. Il connaît ainsi une période de plaisirs, mais retombe par là-même sous l'empire du samsara, pris dans les filets de la vanité, de la cupidité, de l'agitation, des plaisirs et des désirs de la vie humaine. Pour l'amour de la belle Kamala, il s'enrichit, devient matérialiste, boit de l'alcool, et goûte aux plaisirs de l'existence, perdant de vue sa quête initiale. Pourtant, après quelques années de cette vie, le désir de la quête ressurgit chez Siddhartha, et avec ce désir, les valeurs qui lui étaient chères. Soucieux de reprendre le chemin vers l'illumination intérieure, il s'en va donc, laissant derrière lui sa situation, ses biens et Kamala — qui attend toutefois un enfant de lui.

### Au bord du fleuve 1
Il se retrouve au bord du fleuve, endroit dans lequel il sera abattu par la prise de conscience de ses années de débauche et de plaisir mesquins. Ce sera alors pour lui, après un effondrement moral, le début d’une nouvelle vie. Nouvelle vie où il rencontrera le passeur Vasudeva qui acceptera de le garder auprès de lui. Siddhartha entame alors une vie paisible à ses côtés. Vasudeva lui apprend l'écoute et l'aide ainsi à entendre le monde autour de lui. Les deux se parlent peu pour se concentrer sur le silence ainsi que sur les histoires et les enseignements du fleuve. Siddhartha apprend que les vents, les nuages, les oiseaux, les insectes sont des maîtres à part entière, au même titre que les sages ayant atteint l'illumination.
Mais voici qu'un jour, Kamala et son fils (qui porte le même nom que son père) arrivent par hasard au bord du fleuve. Kamala est mordue par un serpent et meurt. Siddhartha élève donc son fils avec Vasudeva, au bord du fleuve. Malgré l'amour que lui porte son père, le jeune homme souhaite, tout comme ce dernier l'avait fait, suivre son propre chemin. Un jour donc, le garçon s'enfuit. Siddhartha part à sa recherche, avant de finir par accepter sa décision, se souvenant que lui aussi, un jour, était allé à l'encontre du souhait de son père et avait suivi les shramanas. Cela lui rend sa sérénité.

### Au bord du fleuve 2
Le temps passe. Vasudeva, qui n'a plus rien à montrer à son élève, le quitte, le laissant seul au bord du fleuve pour faire passer les voyageurs sur l'autre rive. Les gens rendent régulièrement visite à ce Siddhartha qui a trouvé la paix intérieure tant recherchée, la sagesse suprême. Et voici qu'un jour, Govinda, qui ne sait pas qu'il s'agit de son ami, vient le voir pour entendre sa parole. Siddhartha lui dit qu'il ne suit aucune doctrine, que le temps est illusoire et que, bien que le savoir puisse être enseigné, la sagesse ne peut être trouvée qu'à  l'intérieur de l'individu. Il continue en expliquant que la souffrance est nécessaire pour apprendre et que les mots sont insignifiants.
Il demande alors à Govinda de l'embrasser sur le front. Ce dernier éprouve une sagesse incroyable en l'embrassant et reconnaissant son ami, il se prosterne devant lui. Il a compris que Siddhartha a réalisé son objectif : atteindre l'éveil.

## Personnages
- Siddhartha : Personnage principal.
- Govinda : Ami d'enfance de Siddhartha.
- Le Père de Siddhartha : Brahmane respecté, mais incapable de satisfaire Siddhartha dans sa quête spirituelle.
- Les shramanas : Ascètes itinérants qui enseignent à Siddhartha que la privation mène à l'illumination.
- Gotama : Sage ayant atteint l'illumination, personnage inspiré du Bouddha historique.
- Kamala : Courtisane qui révèle à Siddhartha l'art de l'amour et qui portera leur fils.
- Kamaswami : Riche marchand avec lequel Siddhartha travaille.
- Vasudeva : Passeur qui devient le guide spirituel de Siddhartha.
- Siddhartha (fils) : Fils de Siddhartha (personnage principal) et de Kamala.

## Adaptations cinématographiques
Une adaptation filmée de Siddhartha a été réalisée par Conrad Rooks en 1972, avec Shashi Kapoor.
Le film Zachariah de George Englund sorti en 1971 est librement inspiré du roman.